# پیانو الکتریک

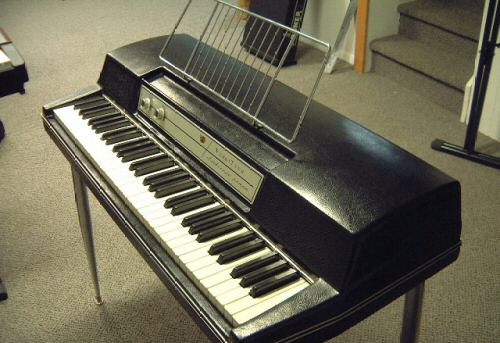
یک پیانو الکتریکی

پیانو الکتریکی (به انگلیسی: electric piano، به فرانسوی: piano électrique) نوعی پیانو که، برخلاف پیانو آکوستیک، که انرژی مکانیکی را به انرژی صوتی تبدیل می‌کند، انرژی الکترونیکی را به انرژی صوتی تبدیل می‌کند.